# Eucampsipoda vanpeenani
Eucampsipoda vanpeenani är en tvåvingeart som beskrevs av Maa 1975. Eucampsipoda vanpeenani ingår i släktet Eucampsipoda och familjen lusflugor. Inga underarter finns listade i Catalogue of Life.
Artens utbredningsområde är Borneo.